# Радиационное трение
Радиационное трение, реакция излучения, лучистое трение, торможение излучением — сила, действующая на заряженную точечную частицу (например, электрон), со стороны её собственного электромагнитного излучения, вызываемого неравномерностью движения этой частицы.

## Теоретическое обоснование
Система, излучающая электромагнитные волны, не является замкнутой. В частности, к ней не применимы законы сохранения энергии и импульса. Такая система является диссипативной (рассеивающей свою энергию).
Радиационное трение можно рассчитать, рассматривая взаимодействие заряда и создаваемого им самим электромагнитного поля («самодействие»).
При строгой постановке задачи необходимо учитывать квантовые эффекты. В частности, попытка рассчитать радиационное трение частицы, на которую действует внешняя сила, при помощи методов классической физики приводит к парадоксам.
Методы квантовой электродинамики позволяют учесть радиационное трение практически с любой степенью точности, причём не только его диссипативную часть (обусловливающую уширение спектральных линий), но и изменение внешнего поля, в котором движется частица.

## Формула Лоренца
Для скоростей, малых по сравнению со скоростью света, для мощности излучения частицы применима формула Лармора, а сила радиационного трения выражается (в системе СГС) формулой
{\displaystyle {\vec {F}}={\frac {2}{3}}{\frac {q^{2}}{c^{3}}}{\frac {d{\vec {a}}}{dt}},}
где q — величина заряда частицы, а a — её (мгновенное) ускорение.
Эту формулу впервые вывел Хендрик Лоренц.
Если выражать величины в системе СИ, то формула содержит иные константы:
{\displaystyle {\vec {F}}={\frac {q^{2}}{6\pi \epsilon _{0}c^{3}}}{\frac {d{\vec {a}}}{dt}}.}
Это довольно редкий случай, когда в формулы входит скорость изменения ускорения (или третья производная радиус-вектора по времени), иногда называемая рывком.

## Формула Лоренца — Абрагама — Дирака
Формула, полученная Лоренцем, справедлива только для случая нерелятивистской частицы. Впервые её обобщение на релятивистский случай было получено М. Абрагамом в 1905 году.
Релятивистское выражение для силы радиационного торможения можно получить из следующих соображений. Во-первых, следует иметь в виду, что в специальной теории относительности обобщением понятия силы является так называемый 4-вектор силы {\displaystyle g^{i}}, который по определению должен удовлетворять условию {\displaystyle g^{i}u_{i}=0}, где {\displaystyle u^{i}={\frac {dx^{i}}{ds}}} — 4-скорость, {\displaystyle ds={\sqrt {dx^{i}dx_{i}}}} — релятивистский интервал, а {\displaystyle x^{i}=(ct,x,y,z)} — 4-вектор времени-координат. Здесь и далее используется релятивистский формализм, в рамках которого «опускание» векторного индекса достигается умножением на метрический тензор пространства Минковского, {\displaystyle g_{ij}={\rm {diag}}(1,-1,-1,-1)}, например: {\displaystyle u_{k}=u^{i}g_{ik}}; по повторяющимся индексам {\displaystyle i=0,1,2,3} подразумевается суммирование, например: {\displaystyle g^{i}u_{i}=g^{0}u^{0}-g^{1}u^{1}-g^{2}u^{2}-g^{3}u^{3}}.
Для определения 4-вектора {\displaystyle g^{i}} следует воспользоваться тем фактом, что при стремлении скорости тела к нулю выражение для {\displaystyle g^{i}} должно давать выражение для классической формулы Лоренца. Можно показать, что таким свойством обладает величина
| {\displaystyle g^{i}={\frac {2e^{2}}{3c}}{\frac {d^{2}u^{i}}{ds^{2}}}}, | (LAD1) |

где {\displaystyle s} — так называемый интервал. Выражение (LAD1) не удовлетворяет, однако, условию {\displaystyle g^{i}u_{i}=0}. Для того, чтобы этому условию удовлетворить, необходимо дополнить выражение (LAD1) ещё одним слагаемым, которое стремилось бы к нулю при стремлении скорости частицы к нулю. Таким свойством обладает, в частности, любое выражение вида {\displaystyle \alpha u^{i}}, где {\displaystyle \alpha } — скаляр, выбираемый таким образом, чтобы условие {\displaystyle g^{i}u_{i}=0} выполнилось. В результате выражение для радиационной силы, полученное Абрагамом, имеет вид:
| {\displaystyle g^{i}={\frac {2e^{2}}{3c}}\left({\frac {d^{2}u^{i}}{ds^{2}}}+{\frac {du^{k}}{ds}}{\frac {du_{k}}{ds}}u^{i}\right)}, | (LAD2) |

где, как и ранее, предполагается суммирование по повторяющемуся индексу {\displaystyle k}. Формулу (LAD2) можно переписать и в другом эквивалентном виде:
| {\displaystyle g^{i}={\frac {2e^{2}}{3c}}\left({\frac {d^{2}u^{i}}{ds^{2}}}-(u^{i}u^{k}){\frac {d^{2}u_{k}}{ds^{2}}}\right)}. | (LAD3) |

П. А. М. Дираком в 1938 году была получена та же формула из более элементарных соображений. Он рассмотрел совместную систему уравнений Максвелла и выражения для силы Лоренца, действующей на электрон. При этом им учитывалось то, что электрон, вообще говоря, генерирует поля, которые действуют на сам же электрон. Если предположить, что электрон имеет некоторый неизвестный нам, но конечный размер {\displaystyle a} и массу {\displaystyle m_{0}}, и решить такую задачу, отбросив члены, исчезающе малые при малых {\displaystyle a}, то получится следующее уравнение движения электрона во внешнем поле, характеризующимся тензором {\displaystyle F^{ik}}:
| {\displaystyle (m_{0}+\delta m)c{\frac {du^{i}}{ds}}={\frac {e}{c}}F^{ik}u_{k}+{\frac {2e^{2}}{3c}}\left({\frac {d^{2}u^{i}}{ds^{2}}}+{\frac {du^{k}}{ds}}{\frac {du_{k}}{ds}}u^{i}\right)}, | (LAD4) |

где {\displaystyle \delta m=4e^{2}/3c^{2}a} и формально расходится (то есть стремится к бесконечности) при стремлении {\displaystyle a} к нулю. Важным, однако, является то, что единственный расходящийся член пропорционален ускорению, что позволяет провести своеобразную классическую процедуру перенормировки: поскольку величины {\displaystyle m_{0}} и {\displaystyle \delta m} не могут быть отличены друг от друга в любом из проводимых экспериментов, единственной величиной, имеющей физический смысл и поддающейся измерению является их сумма {\displaystyle m=m_{0}+\delta m}, которая и равна массе электрона, наблюдаемой в опыте. При этом величину {\displaystyle m_{0}} называют «голой» массой электрона, то есть его массой без учёта массы электромагнитного поля, создаваемого этим электроном. С учётом последнего замечания из сравнения формул (LAD2) и (LAD4) видно, что Дираком была получена та же формула для радиационного трения, что и Абрагамом (первый член в правой части выражения (LAD4) отвечает за обычную силу Лоренца, действующую на электрон во внешних полях).
По именам сделавших вклад в его открытие учёных уравнение (LAD4) носит название уравнения Лоренца — Абрагама — Дирака.

## Приближение Ландау — Лифшица
Исходным выражением для вывода приближенного релятивистского уравнения для радиационной силы является уравнение (ЛАД4) с использованием полной («одетой») массы в левой части:
| {\displaystyle mc{\frac {du^{i}}{ds}}={\frac {e}{c}}F^{ik}u_{k}+{\frac {2e^{2}}{3c}}\left({\frac {d^{2}u^{i}}{ds^{2}}}+{\frac {du^{k}}{ds}}{\frac {du_{k}}{ds}}u^{i}\right).} | (LL1) |

Приближение Ландау — Лифшица (ЛЛ) основано на выражении
| {\displaystyle {\frac {du^{i}}{ds}}\approx {\frac {e}{mc^{2}}}F^{ik}u_{k},} | (LL2) |

которое получается из (LL1) в пренебрежении выражением в скобках, то есть без учёта радиационной силы. Соотношение (LL1) используется для преобразования выражения в скобках и исключения производных скорости из выражения для радиационной силы. Исключение ускорения с помощью (LL2) даёт
{\displaystyle {\frac {du^{k}}{ds}}{\frac {du_{k}}{ds}}\approx -{\frac {e^{2}}{m^{2}c^{4}}}u_{j}F^{jk}F_{kl}u^{l}.}
Вторую производную скорости сначала выражаем через первую производную полученного ускорения:
{\displaystyle {\frac {d^{2}u^{i}}{ds^{2}}}\approx {\frac {d}{ds}}\left({\frac {e}{mc^{2}}}F^{ik}u_{k}\right).}
Далее скорость ещё раз дифференцируется с помощью (LL2), а для производной от тензора поля вдоль мировой линии частицы используем выражение
{\displaystyle {\frac {dF^{ik}}{ds}}={\frac {dx^{j}}{ds}}{\frac {\partial F^{ik}}{\partial x^{j}}}=u^{j}{\frac {\partial F^{ik}}{\partial x^{j}}},}
что даёт
{\displaystyle {\frac {d^{2}u^{i}}{ds^{2}}}\approx {\frac {e}{mc^{2}}}u^{j}{\frac {\partial F^{ik}}{\partial x^{j}}}u_{k}+{\frac {e^{2}}{m^{2}c^{4}}}F^{ik}F_{kl}u^{l}.}
Окончательно получаем уравнение с радиационной силой ЛЛ в виде
| {\displaystyle mc{\frac {du^{i}}{ds}}={\frac {e}{c}}F^{ik}u_{k}+{\frac {2e^{2}}{3c}}\left[{\frac {e}{mc^{2}}}u^{j}{\frac {\partial F^{ik}}{\partial x^{j}}}u_{k}+{\frac {e^{2}}{m^{2}c^{4}}}\left(F^{ik}-u^{i}u_{j}F^{jk}\right)F_{kl}u^{l}\right].} | (LL3) |

### Свойства приближения ЛЛ
Уравнение (ЛЛ3) является системой {\displaystyle 4=1+3} скалярных уравнений для энергии и трёх компонент импульса, которые не являются независимыми в силу релятивистского соотношения {\displaystyle u_{i}u^{i}\equiv 1}. Дифференцирование последнего соотношения по ds даёт необходимое условие ортогональности релятивистской силы к скорости: {\displaystyle u_{i}{\frac {du^{i}}{ds}}=0}. При умножении (ЛЛ3) на {\displaystyle u_{i}} первый член в правой части и первый член в квадратных скобках обращаются в ноль в силу асимметрии полевого тензора, {\displaystyle u_{i}F^{ik}u_{k}\equiv 0}, а члены в круглых скобках взаимно уничтожаются. Тем самым, хотя при выводе уравнения (LL3) использовались приближённые соотношения, требование ортогональности релятивистской силы к скорости сохраняется точно.
Преимуществом приближения ЛЛ является возможность численного интегрирование уравнений движения, поскольку выражение для 3-мерной силы, хотя и чрезвычайно громоздкое и зависящее от пространственных и временных производных полей и от скорости частицы, всё-таки является явным и не зависящим от производных скорости.